# Deux Sœurs (film, 2013)
Pour les articles homonymes, voir Deux sœurs.
Deux Sœurs (Schwestern) est un film allemand réalisé par Anne Wild (de), sorti en 2013.

## Fiche technique
Sauf indication contraire, les informations mentionnées dans cette section peuvent être confirmées par la base de données cinématographiques IMDb,  présente dans la section « Liens externes ».
- Titre original : Schwestern
- Titre français : Deux Sœurs
- Réalisation et scénario : Anne Wild (de)
- Photographie : Ali Olcay Gözkaya
- Montage : Dagmar Lichius
- Musique : Balz Bachmann
- Pays d'origine :  Allemagne
- Langue originale : allemand
- Durée : 84 minutes
- Dates de diffusion : 
  - Allemagne : 12 décembre 2013
  - France : 26 juin 2015 (sorti directement à la télévision sur Arte)

## Distribution
- Maria Schrader : Saskia Kerkhoff
- Ursula Werner : Usch Kerkhoff
- Jesper Christensen : Uncle Rolle
- Felix Schmidt-Knopp : Dirk Kerkhoff
- Anna Blomeier : Doreen Kerkhoff
- Rita Luise Stelling : Marie Kerkhoff
- Thomas Fränzel : Jörn
- Lore Richter : Jola
- Marie Leuenberger : Kati Kerkhoff
- Klaus Manchen : Günther Kerkhoff